# Episodi di Disneyland
Quella che segue è una lista degli episodi della serie televisiva Disneyland.

## Walt Disney's Disneyland

### Prima stagione (1954-1955)
| nº | Titolo originale                                                   | Titolo italiano                                | Prima TV USA     | Prima TV Italia   |
| -- | ------------------------------------------------------------------ | ---------------------------------------------- | ---------------- | ----------------- |
| 1  | The Disneyland Story                                               |                                                | 27 ottobre 1954  |                   |
| 2  | Alice in Wonderland                                                |                                                | 3 novembre 1954  |                   |
| 3  | Prairie / Seal Island                                              |                                                | 10 novembre 1954 |                   |
| 4  | The Donald Duck Story                                              | Il vostro amico Paperino                       | 17 novembre 1954 | 21 settembre 1958 |
| 5  | So Dear to My Heart                                                |                                                | 24 novembre 1954 |                   |
| 6  | A Story of Dogs                                                    | L'amico dell'uomo                              | 1º dicembre 1954 | 7 dicembre 1958   |
| 7  | Operation Undersea                                                 |                                                | 8 dicembre 1954  |                   |
| 8  | Davy Crockett: Indian Fighter                                      |                                                | 15 dicembre 1954 |                   |
| 9  | A Present for Donald                                               |                                                | 22 dicembre 1954 |                   |
| 10 | Beaver Valley / Cameras in Africa                                  | La valle dei castori / Una cinepresa in Africa | 29 dicembre 1954 | 9 agosto 1964     |
| 11 | Treasure Island: Part 1                                            |                                                | 5 gennaio 1955   |                   |
| 12 | Treasure Island: Part 2                                            |                                                | 12 gennaio 1955  |                   |
| 13 | Monsters of the Deep                                               |                                                | 19 gennaio 1955  |                   |
| 14 | Davy Crockett Goes to Congress                                     |                                                | 26 gennaio 1955  |                   |
| 15 | The Wind in the Willows                                            |                                                | 2 febbraio 1955  |                   |
| 16 | A Progress Report / Nature's Half Acre                             |                                                | 9 febbraio 1955  |                   |
| 17 | Cavalcade of Songs                                                 |                                                | 16 febbraio 1955 |                   |
| 18 | Davy Crockett at the Alamo                                         |                                                | 23 febbraio 1955 |                   |
| 19 | From Aesop to Hans Christian Andersen                              | Da Esopo a Andersen                            | 2 marzo 1955     | [ 2 ]             |
| 20 | Man in Space                                                       | Uomini nello spazio                            | 9 marzo 1955     | [ 3 ]             |
| 21 | The Pre-Opening Report from Disneyland / A Tribute to Mickey Mouse |                                                | 13 luglio 1955   |                   |

### Seconda stagione (1955–1956)
| nº | Titolo originale                                            | Titolo italiano                                | Prima TV USA      | Prima TV Italia  |
| -- | ----------------------------------------------------------- | ---------------------------------------------- | ----------------- | ---------------- |
| 1  | Dumbo                                                       |                                                | 14 settembre 1955 |                  |
| 2  | Behind the True-Life Cameras / Olympic Elk                  | Teleobbiettivo segreto: Avventure di operatori | 21 settembre 1955 | 12 ottobre 1958  |
| 3  | Jiminy Cricket Presents Bongo                               |                                                | 28 settembre 1955 |                  |
| 4  | People and Places: Tiburon, Sardinia, Morocco / Icebreakers | Genti e paesi                                  | 5 ottobre 1955    | 30 novembre 1958 |
| 5  | The Adventures of Mickey Mouse                              | Le avventure di Topolino                       | 12 ottobre 1955   | 25 dicembre 1958 |
| 6  | The Story of the Silly Symphony                             | La storia delle Sinfonie allegre               | 19 ottobre 1955   | 9 novembre 1958  |
| 7  | The Legend of Sleepy Hollow                                 | La leggenda della valle addormentata           | 26 ottobre 1955   | 6 gennaio 1968   |
| 8  | The Story of Robin Hood: Part 1                             |                                                | 2 novembre 1955   |                  |
| 9  | The Story of Robin Hood: Part 2                             |                                                | 9 novembre 1955   |                  |
| 10 | Davy Crockett's Keelboat Race                               |                                                | 16 novembre 1955  |                  |
| 11 | The Story of the Animated Drawing                           | Pennelli magici – Storia del cartone animato   | 30 novembre 1955  | 31 agosto 1958   |
| 12 | The Goofy Success Story                                     |                                                | 7 dicembre 1955   |                  |
| 13 | Davy Crockett and the River Pirates                         |                                                | 14 dicembre 1955  |                  |
| 14 | Man and the Moon                                            | L'uomo e la Luna                               | 28 dicembre 1955  | 24 ottobre 1959  |
| 15 | When Knighthood Was in Flower: Part 1                       |                                                | 4 gennaio 1956    |                  |
| 16 | When Knighthood Was in Flower: Part 2                       |                                                | 11 gennaio 1956   |                  |
| 17 | A Tribute to Joel Chandler Harris                           |                                                | 18 gennaio 1956   |                  |
| 18 | A Day in the Life of Donald Duck                            | Una giornata di Paperino                       | 1º febbraio 1956  |                  |
| 19 | Survival in Nature                                          | La natura si difende                           | 8 febbraio 1956   | 16 novembre 1958 |
| 20 | Our Unsung Villains                                         | I cattivi di Walt Disney                       | 15 febbraio 1956  | 14 novembre 1959 |
| 21 | A Trip Thru Adventureland / Water Birds                     |                                                | 29 febbraio 1956  |                  |
| 22 | On Vacation                                                 | In vacanza                                     | 7 marzo 1956      | 12 dicembre 1959 |
| 23 | Stormy the Thoroughbred                                     |                                                | 14 marzo 1956     |                  |
| 24 | The Goofy Sports Story                                      |                                                | 21 marzo 1956     |                  |
| 25 | Where Do the Stories Come From?                             | Nascita di una favola                          | 4 aprile 1956     | 5 ottobre 1958   |
| 26 | Behind the Scenes with Fess Parker                          |                                                | 30 maggio 1956    |                  |

### Terza stagione (1956–1957)
| nº | Titolo originale                               | Titolo italiano                     | Prima TV USA      | Prima TV Italia   |
| -- | ---------------------------------------------- | ----------------------------------- | ----------------- | ----------------- |
| 1  | Antarctica: Past and Present                   | Antartide: Ieri e oggi              | 12 settembre 1956 | 14 settembre 1958 |
| 2  | The Great Cat Family                           | Gatti piccoli e grandi              | 19 settembre 1956 | 23 novembre 1958  |
| 3  | Searching for Nature's Mysteries               | I misteri della natura              | 26 settembre 1956 | 7 novembre 1959   |
| 4  | Rob Roy: Part 1                                | Rob Roy, il bandito di Scozia       | 3 ottobre 1956    |                   |
| 5  | Rob Roy: Part 2                                | Rob Roy, il bandito di Scozia       | 10 ottobre 1956   |                   |
| 6  | Goofy's Cavalcade of Sports                    |                                     | 17 ottobre 1956   |                   |
| 7  | Behind the Cameras at Lapland / Alaskan Eskimo | Bianchi pascoli                     | 24 ottobre 1956   | 5 dicembre 1959   |
| 8  | The Plausible Impossible                       |                                     | 31 ottobre 1956   |                   |
| 9  | Cameras in Samoa / The Holland Story           |                                     | 7 novembre 1956   |                   |
| 10 | Along the Oregon Trail                         |                                     | 14 novembre 1956  |                   |
| 11 | At Home with Donald Duck                       |                                     | 21 novembre 1956  |                   |
| 12 | Pluto's Day                                    | La giornata di Pluto                | 12 dicembre 1956  | 23 gennaio 1960   |
| 13 | Your Host, Donald Duck                         | Paperinoland                        | 16 dicembre 1957  |                   |
| 14 | Our Friend the Atom                            | Il nostro amico atomo               | 23 gennaio 1957   | 28 settembre 1958 |
| 15 | All About Magic                                | Tutto sulla magia                   | 30 gennaio 1957   | 31 ottobre 1959   |
| 16 | Tricks of Our Trade                            | Trucchi del nostro mestiere         | 13 febbraio 1957  | 19 dicembre 1959  |
| 17 | The Crisler Story / Prowlers of the Everglades |                                     | 27 febbraio 1957  |                   |
| 18 | Man in Flight                                  | L'uomo e il volo                    | 6 marzo 1957      | 21 novembre 1959  |
| 19 | The Adventure Story                            |                                     | 20 marzo 1957     |                   |
| 20 | Donald's Award                                 | Un diploma per Paperino             | 27 marzo 1957     |                   |
| 21 | Disneyland, the Park / Pecos Bill              | Il parco di Disneyland / Pecos Bill | 3 aprile 1957     | 30 gennaio 1960   |
| 22 | People of the Desert                           |                                     | 10 aprile 1957    |                   |
| 23 | More About the Silly Symphonies                |                                     | 17 aprile 1957    |                   |
| 24 | The Yellowstone Story / Bear Country           |                                     | 1º maggio 1957    |                   |
| 25 | The Liberty Story                              |                                     | 29 maggio 1957    |                   |
| 26 | Antarctica: Operation Deep Freeze              | Operazione ghiaccio profondo        | 5 giugno 1957     | 2 novembre 1958   |

### Quarta stagione (1957–1958)
| nº | Titolo originale                          | Titolo italiano         | Prima TV USA      | Prima TV Italia  |
| -- | ----------------------------------------- | ----------------------- | ----------------- | ---------------- |
| 1  | The Fourth Anniversary Show               |                         | 11 settembre 1957 |                  |
| 2  | Four Fabulous Characters                  | Quattro storie bizzarre | 18 settembre 1957 | 25 dicembre 1961 |
| 3  | Adventure in Wildwood Heart               |                         | 25 settembre 1957 |                  |
| 4  | Andy's Initiation                         |                         | 2 ottobre 1957    |                  |
| 5  | Andy's First Choice                       |                         | 9 ottobre 1957    |                  |
| 6  | Andy's Love Affair                        |                         | 16 ottobre 1957   |                  |
| 7  | Duck for Hire                             | Paperino cerca lavoro   | 23 ottobre 1957   |                  |
| 8  | Adventures in Fantasy                     |                         | 6 novembre 1957   |                  |
| 9  | To the South Pole for Science             |                         | 13 novembre 1957  |                  |
| 10 | The Best Doggoned Dog in the World        |                         | 20 novembre 1957  |                  |
| 11 | How to Relax                              | Pippo e il tempo libero | 27 novembre 1957  | 5 gennaio 1963   |
| 12 | Mars and Beyond                           |                         | 4 dicembre 1957   |                  |
| 13 | The Horse of the West                     | Il cavallo del West     | 11 dicembre 1957  | 9 gennaio 1960   |
| 14 | Faraway Places – High, Hot, and Wet: Siam |                         | 1º gennaio 1958   |                  |
| 15 | Saludos Amigos                            | Saludos Amigos          | 8 gennaio 1958    |                  |
| 16 | Donald's Weekend                          | Il week-end di Paperino | 15 gennaio 1958   | 26 gennaio 1963  |
| 17 | The Littlest Outlaw: Part 1               | Il piccolo fuorilegge   | 22 gennaio 1958   |                  |
| 18 | The Littlest Outlaw: Part 2               | Il piccolo fuorilegge   | 29 gennaio 1958   |                  |
| 19 | The Land of Enemies                       |                         | 26 febbraio 1958  |                  |
| 20 | White Man's Medicine                      |                         | 5 marzo 1958      |                  |
| 21 | The Big Council                           |                         | 12 marzo 1958     |                  |
| 22 | Magic and Music                           | Magia della musica      | 19 marzo 1958     |                  |
| 23 | An Adventure in the Magic Kingdom         |                         | 9 aprile 1958     |                  |
| 24 | Four Tales of a Mouse                     |                         | 16 aprile 1958    |                  |
| 25 | An Adventure in Art                       |                         | 30 aprile 1958    |                  |
| 26 | Magic Highway, U.S.A.                     |                         | 14 maggio 1958    |                  |

## Walt Disney Presents

### Quinta stagione (1958–1959)
| nº | Titolo originale                         | Titolo italiano             | Prima TV USA     | Prima TV Italia  |
| -- | ---------------------------------------- | --------------------------- | ---------------- | ---------------- |
| 1  | The Nine Lives of Elfego Baca            |                             | 3 ottobre 1958   |                  |
| 2  | The Pigeon That Worked a Miracle         |                             | 10 ottobre 1958  |                  |
| 3  | Four Down and Five Lives to Go           |                             | 17 ottobre 1958  |                  |
| 4  | Rusty and the Falcon                     |                             | 24 ottobre 1958  |                  |
| 5  | Texas John Slaughter                     |                             | 31 ottobre 1958  |                  |
| 6  | His Majesty, King of the Beasts          | Il leone africano           | 7 novembre 1958  |                  |
| 7  | Ambush at Laredo                         |                             | 14 novembre 1958 |                  |
| 8  | The Boston Tea Party                     | I rivoltosi di Boston       | 21 novembre 1958 |                  |
| 9  | Lawman or Gunman                         |                             | 28 novembre 1958 |                  |
| 10 | The Shot That Was Heard Around the World | I rivoltosi di Boston       | 5 dicembre 1958  |                  |
| 11 | Law and Order, Incorporated              |                             | 12 dicembre 1958 |                  |
| 12 | From All of Us to All of You             | Buon Natale a tutti voi     | 5 dicembre 1958  | 24 dicembre 1960 |
| 13 | Killers from Kansas                      |                             | 9 gennaio 1959   |                  |
| 14 | Noik                                     |                             | 16 gennaio 1959  |                  |
| 15 | Showdown at Sandoval                     |                             | 23 gennaio 1959  |                  |
| 16 | The Peter Tchaikovsky Story              |                             | 30 gennaio 1959  |                  |
| 17 | Elfego Baca, Attorney at Law             |                             | 6 febbraio 1959  |                  |
| 18 | Duck Flies Coop                          | Le disavventure di Paperino | 6 febbraio 1959  |                  |
| 19 | The Griswold Murder                      |                             | 20 febbraio 1959 |                  |
| 20 | The Adventures of Chip 'n' Dale          |                             | 27 febbraio 1959 |                  |
| 21 | The Man from Bitter Creek                |                             | 6 marzo 1959     |                  |
| 22 | Highway to Trouble                       |                             | 13 marzo 1959    |                  |
| 23 | The Slaughter Trail                      |                             | 6 marzo 1959     |                  |
| 24 | Toot, Whistle, Plunk and Boom            |                             | 27 marzo 1959    |                  |
| 25 | The Wetback Hound                        |                             | 24 aprile 1959   |                  |
| 26 | I Captured the King of the Leprechauns   |                             | 29 maggio 1959   |                  |

### Sesta stagione (1959–1960)
| nº | Titolo originale                                               | Titolo italiano       | Prima TV USA     | Prima TV Italia |
| -- | -------------------------------------------------------------- | --------------------- | ---------------- | --------------- |
| 1  | Moochie of the Little League: A Diamond Is a Boy's Best Friend |                       | 2 ottobre 1959   |                 |
| 2  | Moochie of the Little League: Wrong Way Moochie                |                       | 9 ottobre 1959   |                 |
| 3  | The Birth of the Swamp Fox                                     |                       | 23 ottobre 1959  |                 |
| 4  | Rusty and the Falcon                                           |                       | 24 ottobre 1959  |                 |
| 5  | Brother Against Brother                                        |                       | 30 ottobre 1959  |                 |
| 6  | Perilous Assignment                                            |                       | 6 novembre 1959  |                 |
| 7  | Move Along, Mustangers                                         |                       | 13 novembre 1959 |                 |
| 8  | Mustang Man, Mustang Maid                                      |                       | 20 novembre 1959 |                 |
| 9  | A Storm Called Maria                                           |                       | 27 novembre 1959 |                 |
| 10 | The Robber Stallion                                            |                       | 4 dicembre 1959  |                 |
| 11 | Wild Horse Revenge                                             |                       | 11 dicembre 1959 |                 |
| 12 | Range War at Tombstone                                         |                       | 18 dicembre 1959 |                 |
| 13 | Tory Vengeance                                                 |                       | 1º gennaio 1960  |                 |
| 14 | Day of Reckoning                                               |                       | 8 gennaio 1960   |                 |
| 15 | Redcoat Strategy                                               |                       | 15 gennaio 1960  |                 |
| 16 | A Case of Treason                                              |                       | 22 gennaio 1960  |                 |
| 17 | Wild Burro of the West                                         |                       | 29 gennaio 1960  |                 |
| 18 | Two Happy Amigos                                               |                       | 5 febbraio 1960  |                 |
| 19 | Desperado from Tombstone                                       |                       | 12 febbraio 1960 |                 |
| 20 | Apache Friendship                                              |                       | 19 febbraio 1960 |                 |
| 21 | Kentucky Gunslick                                              |                       | 26 febbraio 1960 |                 |
| 22 | Geronimo's Revenge                                             |                       | 4 marzo 1960     |                 |
| 23 | This Is Your Life, Donald Duck                                 | La storia di Paperino | 11 marzo 1960    |                 |
| 24 | Friendly Enemies at Law                                        |                       | 18 marzo 1960    |                 |
| 25 | Gus Tomlin is Dead                                             |                       | 25 marzo 1960    |                 |
| 26 | The Mad Hermit of Chimney Butte                                |                       | 1º aprile 1960   |                 |

### Settima stagione (1960–1961)
| nº | Titolo originale                                               | Titolo italiano | Prima TV USA     | Prima TV Italia |
| -- | -------------------------------------------------------------- | --------------- | ---------------- | --------------- |
| 1  | Rapids Ahead / Bear Country                                    |                 | 16 ottobre 1960  |                 |
| 2  | El Bandido                                                     |                 | 30 ottobre 1960  |                 |
| 3  | Adios El Cuchillo                                              |                 | 6 novembre 1960  |                 |
| 4  | Donald's Silver Anniversary                                    |                 | 13 novembre 1960 |                 |
| 5  | Moochie of Pop Warner Football: Pee Wees Versus City Hall      |                 | 20 novembre 1960 |                 |
| 6  | Moochie of Pop Warner Football: From Ticonderoga to Disneyland |                 | 27 novembre 1960 |                 |
| 7  | The Warrior's Path                                             |                 | 4 dicembre 1960  |                 |
| 8  | And Chase the Buffalo                                          |                 | 11 dicembre 1960 |                 |
| 9  | Escape to Paradise / Water Birds                               |                 | 18 dicembre 1960 |                 |
| 10 | The Postponed Wedding                                          |                 | 1º gennaio 1961  |                 |
| 11 | A Woman's Courage                                              |                 | 8 gennaio 1961   |                 |
| 12 | Horses for Greene                                              |                 | 15 gennaio 1961  |                 |
| 13 | A Salute to Father                                             |                 | 22 gennaio 1961  |                 |
| 14 | End of the Trail                                               |                 | 29 gennaio 1961  |                 |
| 15 | A Holster Full of Law                                          |                 | 5 febbraio 1961  |                 |
| 16 | Ambush at Wagon Gap                                            |                 | 19 febbraio 1961 |                 |
| 17 | White Man's Medicine                                           |                 | 26 febbraio 1961 |                 |
| 18 | The Coyote's Lament                                            |                 | 5 marzo 1961     |                 |
| 19 | The Wilderness Road                                            |                 | 12 marzo 1961    |                 |
| 20 | The Promised Land                                              |                 | 19 marzo 1961    |                 |
| 21 | Auld Acquaintance                                              |                 | 2 aprile 1961    |                 |
| 22 | Battle for Survival                                            |                 | 9 aprile 1961    |                 |
| 23 | Trip to Tucson                                                 |                 | 16 aprile 1961   |                 |
| 24 | Frank Clell's in Town                                          |                 | 23 aprile 1961   |                 |
| 25 | Flash, the Teen-age Otter                                      |                 | 30 aprile 1961   |                 |
| 26 | Secret Mission                                                 |                 | 7 maggio 1961    |                 |
| 27 | Escape to Nowhere                                              |                 | 14 maggio 1961   |                 |
| 26 | Wonders of the Water Worlds                                    |                 | 21 maggio 1961   |                 |
| 26 | Disneyland '61 / Olympic Elk                                   |                 | 28 maggio 1961   |                 |
| 26 | The Title Makers / Nature's Half Acre                          |                 | 11 giugno 1961   |                 |

## Walt Disney's Wonderful World of Color

### Ottava stagione (1961–1962)
| nº | Titolo originale                                                | Titolo italiano                          | Prima TV USA      | Prima TV Italia |
| -- | --------------------------------------------------------------- | ---------------------------------------- | ----------------- | --------------- |
| 1  | An Adventure in Color/Mathmagicland                             |                                          | 24 settembre 1961 |                 |
| 2  | The Horsemasters: Follow Your Heart                             |                                          | 1 ottobre 1961    |                 |
| 3  | The Horsemasters: Tally Ho                                      |                                          | 8 ottobre 1961    |                 |
| 4  | Chico, the Misunderstood Coyote                                 |                                          | 15 ottobre 1961   |                 |
| 5  | The Hunting Instinct                                            | Avventure di caccia del prof. De Paperis | 22 ottobre 1961   | [ 8 ]           |
| 6  | Inside Donald Duck                                              |                                          | 5 novembre 1961   |                 |
| 7  | The Light in the Forest: Return of the True Son                 |                                          | 12 novembre 1961  |                 |
| 8  | The Light in the Forest: True Son's Revenge                     |                                          | 19 novembre 1961  |                 |
| 9  | Holiday for Henpecked Husbands                                  |                                          | 26 novembre 1961  |                 |
| 10 | A Fire Called Jeremiah                                          |                                          | 3 dicembre 1961   |                 |
| 11 | Kids Is Kids                                                    |                                          | 10 dicembre 1961  |                 |
| 12 | Backstage Party                                                 |                                          | 17 dicembre 1961  |                 |
| 13 | Hans Brinker or the Silver Skates: Part 1                       |                                          | 7 gennaio 1962    |                 |
| 14 | Hans Brinker or the Silver Skates: Part 2                       |                                          | 14 gennaio 1962   |                 |
| 15 | Sancho, the Homing Steer: Sancho on the Rancho... and Elsewhere |                                          | 21 gennaio 1962   |                 |
| 16 | Sancho, the Homing Steer: The Perils of a Homesick Steer        |                                          | 28 gennaio 1962   |                 |
| 17 | Fantasy on Skis                                                 |                                          | 4 febbraio 1962   |                 |
| 18 | Comanche: The Captive Stallion                                  |                                          | 18 febbraio 1962  |                 |
| 19 | Comanche: The Lone Survivor of Custer's Last Stand              |                                          | 25 febbraio 1962  |                 |
| 20 | Carnival Time                                                   |                                          | 4 marzo 1962      |                 |
| 21 | The Prince and the Pauper: The Pauper King                      |                                          | 11 marzo 1962     |                 |
| 22 | The Prince and the Pauper: The Merciful Law of the King         |                                          | 18 marzo 1962     |                 |
| 23 | The Prince and the Pauper: Long Live the Rightful King          |                                          | 25 marzo 1962     |                 |
| 24 | Spy in the Sky                                                  |                                          | 1 aprile 1962     |                 |
| 25 | Von Drake in Spain                                              |                                          | 8 aprile 1962     |                 |
| 26 | Disneyland After Dark                                           |                                          | 15 aprile 1962    |                 |

### Nona stagione (1962–1963)
| nº | Titolo originale                 | Titolo italiano        | Prima TV USA      | Prima TV Italia |
| -- | -------------------------------- | ---------------------- | ----------------- | --------------- |
| 1  | The Golden Horseshoe Revue       | Il magnifico pistolero | 23 settembre 1962 | [ 2 ]           |
| 2  | Escapade in Florence: Part 1     |                        | 30 settembre 1962 |                 |
| 3  | Escapade in Florence: Part 2     |                        | 7 ottobre 1962    |                 |
| 4  | The Silver Fox and Sam Davenport |                        | 14 ottobre 1962   |                 |
| 5  | Man Is His Own Worst Enemy       |                        | 21 ottobre 1962   |                 |
| 6  | Sammy, the Way-Out Seal: Part 1  |                        | 28 ottobre 1962   |                 |
| 7  | Sammy, the Way-Out Seal: Part 2  |                        | 4 novembre 1962   |                 |
| 8  | The Magnificent Rebel: Part 1    |                        | 18 novembre 1962  |                 |
| 9  | The Magnificent Rebel: Part 2    |                        | 25 novembre 1962  |                 |
| 10 | The Mooncussers: Part 1          |                        | 2 dicembre 1962   |                 |
| 11 | The Mooncussers: Part 2          |                        | 9 dicembre 1962   |                 |
| 12 | Hurricane Hannah                 |                        | 16 dicembre 1962  |                 |
| 13 | Holiday Time at Disneyland       |                        | 23 dicembre 1962  |                 |
| 14 | Three Tall Tales                 |                        | 6 gennaio 1963    |                 |
| 15 | Little Dog Lost                  |                        | 13 gennaio 1963   |                 |
| 16 | Johnny Shiloh: Part 1            |                        | 20 gennaio 1963   |                 |
| 17 | Johnny Shiloh: Part 2            |                        | 27 gennaio 1963   |                 |
| 18 | Greta, the Misfit Greyhound      |                        | 3 febbraio 1963   |                 |
| 19 | Inside Outer Space               |                        | 10 febbraio 1963  |                 |
| 20 | To Conquer the Mountain          |                        | 17 febbraio 1963  |                 |
| 21 | The Killer Mountain              |                        | 24 febbraio 1963  |                 |
| 22 | A Square Peg in a Round Hole     |                        | 3 marzo 1963      |                 |
| 23 | The Horse with the Flying Tail   | Il cavallo volante     | 10 marzo 1963     |                 |
| 24 | Kidnapped: Part 1                |                        | 17 marzo 1963     |                 |
| 25 | Kidnapped: Part 2                |                        | 24 marzo 1963     |                 |

### Decima stagione (1963–1964)
| nº | Titolo originale                              | Titolo italiano                | Prima TV USA      | Prima TV Italia |
| -- | --------------------------------------------- | ------------------------------ | ----------------- | --------------- |
| 1  | The Horse Without a Head: Part 1              |                                | 29 settembre 1963 |                 |
| 2  | The Horse Without a Head: Part 2              |                                | 6 ottobre 1963    |                 |
| 3  | Fly With Von Drake                            |                                | 13 ottobre 1963   |                 |
| 4  | The Wahoo Bobcat                              |                                | 20 ottobre 1963   |                 |
| 5  | The Waltz King: Part 1                        |                                | 27 ottobre 1963   |                 |
| 6  | The Waltz King: Part 2                        |                                | 3 novembre 1963   |                 |
| 7  | The Truth About Mother Goose                  |                                | 17 novembre 1963  |                 |
| 8  | The Hound That Thought He Was a Raccoon       |                                | 24 novembre 1963  |                 |
| 9  | Pollyanna: Part 1                             | Il segreto di Pollyanna        | 1 dicembre 1963   |                 |
| 10 | Pollyanna: Part 2                             | Il segreto di Pollyanna        | 8 dicembre 1963   |                 |
| 11 | Pollyanna: Part 3                             | Il segreto di Pollyanna        | 15 dicembre 1963  |                 |
| 12 | From All of Us to All of You #2               |                                | 22 dicembre 1963  |                 |
| 13 | The Ballad of Hector the Stowaway Dog: Part 1 |                                | 5 gennaio 1964    |                 |
| 14 | The Ballad of Hector the Stowaway Dog: Part 2 |                                | 12 gennaio 1964   |                 |
| 15 | Mediterranean Cruise                          |                                | 19 gennaio 1964   |                 |
| 16 | Bristle Face: Part 1                          |                                | 26 gennaio 1964   |                 |
| 17 | Bristle Face: Part 2                          |                                | 2 febbraio 1964   |                 |
| 18 | The Scarecrow of Romney Marsh: Part 1         |                                | 9 febbraio 1964   |                 |
| 19 | The Scarecrow of Romney Marsh: Part 2         |                                | 16 febbraio 1964  |                 |
| 20 | The Scarecrow of Romney Marsh: Part 3         |                                | 23 febbraio 1964  |                 |
| 21 | The Legend of Two Gypsy Dogs                  |                                | 1 marzo 1964      |                 |
| 22 | A Taste of Melon                              |                                | 8 marzo 1964      |                 |
| 23 | Treasure in the Haunted House                 |                                | 15 marzo 1964     |                 |
| 24 | In Shape With Von Drake                       |                                | 22 marzo 1964     |                 |
| 25 | Greyfriars Bobby: Part 1                      | Bobby il cucciolo di Edimburgo | 29 marzo 1964     |                 |
| 26 | Greyfriars Bobby: Part 2                      | Bobby il cucciolo di Edimburgo | 5 aprile 1964     |                 |
| 27 | Jungle Cat                                    |                                | 12 aprile 1964    |                 |
| 28 | Disneyland Goes to the World's Fair           |                                | 17 maggio 1964    |                 |

### Undicesima stagione (1964–1965)
| nº | Titolo originale                        | Titolo italiano          | Prima TV USA      | Prima TV Italia |
| -- | --------------------------------------- | ------------------------ | ----------------- | --------------- |
| 1  | The Hound That Thought He Was a Raccoon |                          | 20 settembre 1964 |                 |
| 2  | Nikki, Wild Dog of the North: Part 1    | La trappola di ghiaccio  | 27 settembre 1964 |                 |
| 3  | Nikki, Wild Dog of the North: Part 1    | La trappola di ghiaccio  | 4 ottobre 1964    |                 |
| 4  | A Rag, a Bone, a Box of Junk            |                          | 11 ottobre 1964   |                 |
| 5  | The Tenderfoot: Part 1                  |                          | 18 ottobre 1964   |                 |
| 6  | The Tenderfoot: Part 2                  |                          | 25 ottobre 1964   |                 |
| 7  | The Tenderfoot: Part 3                  |                          | 1 novembre 1964   |                 |
| 8  | One Day at Teton Marsh                  |                          | 8 novembre 1964   |                 |
| 9  | Ben and Me / Peter and the Wolf         | Il mio amico Beniamino / | 15 novembre 1964  |                 |
| 10 | Toby Tyler: Part 1                      | Toby Tyler               | 22 novembre 1964  |                 |
| 11 | Toby Tyler: Part 2                      | Toby Tyler               | 29 novembre 1964  |                 |
| 12 | Big Red: Part 1                         | Compagni d'avventura     | 6 dicembre 1964   |                 |
| 13 | Big Red: Part 2                         | Compagni d'avventura     | 13 dicembre 1964  |                 |
| 14 | Disneyland 10th Anniversary             |                          | 3 gennaio 1965    |                 |
| 15 | Ida, the Offbeat Eagle                  |                          | 10 gennaio 1965   |                 |
| 16 | Gallegher: Part 1                       |                          | 24 gennaio 1965   |                 |
| 17 | Gallegher: Part 2                       |                          | 31 gennaio 1965   |                 |
| 18 | Gallegher: Part 3                       |                          | 7 febbraio 1965   |                 |
| 19 | An Otter in the Family                  |                          | 21 febbraio 1965  |                 |
| 20 | Almost Angels: Part 1                   |                          | 28 febbraio 1965  |                 |
| 21 | Almost Angels: Part 2                   |                          | 7 marzo 1965      |                 |
| 22 | Kilroy: Part 1                          |                          | 14 marzo 1965     |                 |
| 23 | Kilroy: Part 2                          |                          | 21 marzo 1965     |                 |
| 24 | Kilroy: Part 3                          |                          | 28 marzo 1965     |                 |
| 25 | Kilroy: Part 4                          |                          | 4 aprile 1965     |                 |

### Dodicesima stagione (1965–1966)
| nº | Titolo originale                        | Titolo italiano                  | Prima TV USA      | Prima TV Italia |
| -- | --------------------------------------- | -------------------------------- | ----------------- | --------------- |
| 1  | Yellowstone Cubs                        |                                  | 19 settembre 1965 |                 |
| 2  | A Case of Murder                        |                                  | 26 settembre 1965 |                 |
| 3  | The Big Swindle                         |                                  | 3 ottobre 1965    |                 |
| 4  | The Daily Press vs. City Hall           |                                  | 10 ottobre 1965   |                 |
| 5  | Flight of the White Stallions: Part 1   |                                  | 17 ottobre 1965   |                 |
| 6  | Flight of the White Stallions: Part 2   |                                  | 24 ottobre 1965   |                 |
| 7  | Minado the Wolverine                    |                                  | 7 novembre 1965   |                 |
| 8  | The Three Lives of Thomasina: Part 1    | Le tre vite della gatta Tomasina | 14 novembre 1965  |                 |
| 9  | The Three Lives of Thomasina: Part 2    | Le tre vite della gatta Tomasina | 21 novembre 1965  |                 |
| 10 | The Three Lives of Thomasina: Part 3    | Le tre vite della gatta Tomasina | 28 novembre 1965  |                 |
| 11 | Summer Magic: Part 1                    | Magia d'estate                   | 5 dicembre 1965   |                 |
| 12 | Summer Magic: Part 2                    | Magia d'estate                   | 12 dicembre 1965  |                 |
| 13 | A Country Coyote Goes Hollywood         |                                  | 19 dicembre 1965  |                 |
| 14 | Moon Pilot: Part 1                      | Un tipo lunatico                 | 16 gennaio 1966   |                 |
| 15 | Moon Pilot: Part 2                      | Un tipo lunatico                 | 23 gennaio 1966   |                 |
| 16 | Music for Everybody                     |                                  | 30 gennaio 1966   |                 |
| 17 | The Legend of Young Dick Turpin: Part 1 |                                  | 13 febbraio 1966  |                 |
| 18 | The Legend of Young Dick Turpin: Part 2 |                                  | 20 febbraio 1966  |                 |
| 19 | Ballerina: Part 1                       |                                  | 27 febbraio 1966  |                 |
| 20 | Ballerina: Part 2                       |                                  | 6 marzo 1966      |                 |
| 21 | Run, Light Buck, Run                    |                                  | 13 marzo 1966     |                 |
| 22 | A Tiger Walks: Part 1                   | Tigre in agguato                 | 20 marzo 1966     |                 |
| 23 | A Tiger Walks: Part 2                   | Tigre in agguato                 | 27 marzo 1966     |                 |
| 24 | Concho, the Coyote Who Wasn't           |                                  | 10 aprile 1966    |                 |

### Tredicesima stagione (1966–1967)
| nº | Titolo originale                | Titolo italiano     | Prima TV USA      | Prima TV Italia |
| -- | ------------------------------- | ------------------- | ----------------- | --------------- |
| 1  | Emil and the Detectives: Part 1 | Emil e i detectives | 11 settembre 1966 |                 |
| 2  | Emil and the Detectives: Part 2 | Emil e i detectives | 18 settembre 1966 |                 |
| 3  | The Legend of El Blanco         |                     | 25 settembre 1966 |                 |
| 4  | Savage Sam: Part 1              |                     | 2 ottobre 1966    |                 |
| 5  | Savage Sam: Part 2              |                     | 9 ottobre 1966    |                 |
| 6  | The 101 Problems of Hercules    |                     | 16 ottobre 1966   |                 |
| 7  | Showdown with the Sundown Kid   |                     | 23 ottobre 1966   |                 |
| 8  | Crusading Reporter              |                     | 30 ottobre 1966   |                 |
| 9  | The Ranger's Guide to Nature    |                     | 13 novembre 1966  |                 |
| 10 | The Moon-Spinners: Part 1       | Giallo a Creta      | 20 novembre 1966  |                 |
| 11 | The Moon-Spinners: Part 2       | Giallo a Creta      | 27 novembre 1966  |                 |
| 12 | The Moon-Spinners: Part 3       | Giallo a Creta      | 4 dicembre 1966   |                 |
| 13 | Joker, the Amiable Ocelot       |                     | 11 dicembre 1966  |                 |
| 14 | Disneyland Around the Seasons   |                     | 18 dicembre 1966  |                 |
| 15 | Willie and the Yank: Part 1     |                     | 8 gennaio 1967    |                 |
| 16 | Willie and the Yank: Part 2     |                     | 15 gennaio 1967   |                 |
| 17 | Willie and the Yank: Part 3     |                     | 22 gennaio 1967   |                 |
| 18 | Tragedy on the Trail            |                     | 29 gennaio 1967   |                 |
| 19 | Trial by Terror                 |                     | 5 febbraio 1967   |                 |
| 20 | The Boy Who Flew with Condors   |                     | 19 febbraio 1967  |                 |
| 21 | Atta Girl, Kelly!: Part 1       |                     | 5 marzo 1967      |                 |
| 22 | Atta Girl, Kelly!: Part 2       |                     | 12 marzo 1967     |                 |
| 23 | Atta Girl, Kelly!: Part 3       |                     | 19 marzo 1967     |                 |
| 24 | Man on Wheels                   |                     | 26 marzo 1967     |                 |
| 25 | A Salute to Alaska              |                     | 2 aprile 1967     |                 |

### Quattordicesima stagione (1967–1968)
| nº | Titolo originale                                                       | Titolo italiano         | Prima TV USA      | Prima TV Italia |
| -- | ---------------------------------------------------------------------- | ----------------------- | ----------------- | --------------- |
| 1  | The Tattooed Police Horse                                              |                         | 10 settembre 1967 |                 |
| 2  | The Not So Lonely Lighthouse Keeper                                    |                         | 17 settembre 1967 |                 |
| 3  | How the West Was Lost                                                  |                         | 24 settembre 1967 |                 |
| 4  | The Fighting Prince of Donegal: Part 1                                 |                         | 1 ottobre 1967    |                 |
| 5  | The Fighting Prince of Donegal: Part 2                                 |                         | 8 ottobre 1967    |                 |
| 6  | The Fighting Prince of Donegal: Part 3                                 |                         | 15 ottobre 1967   |                 |
| 7  | Run, Appaloosa, Run                                                    |                         | 22 ottobre 1967   |                 |
| 8  | One Day at Beetle Rock                                                 |                         | 19 novembre 1967  |                 |
| 9  | The Monkey's Uncle: Part 1                                             |                         | 26 novembre 1967  |                 |
| 10 | The Monkey's Uncle: Part 2                                             |                         | 3 dicembre 1967   |                 |
| 11 | A Boy Called Nuthin: Part 1                                            |                         | 10 dicembre 1967  |                 |
| 12 | A Boy Called Nuthin: Part 2                                            |                         | 17 dicembre 1967  |                 |
| 13 | From All of Us to All of You #3                                        |                         | 24 dicembre 1967  |                 |
| 14 | Way Down Cellar: Part 1                                                |                         | 7 gennaio 1968    |                 |
| 15 | Way Down Cellar: Part 2                                                |                         | 14 gennaio 1968   |                 |
| 16 | Disneyland: From the Pirates of the Caribbean to the World of Tomorrow |                         | 21 gennaio 1968   |                 |
| 17 | Pablo and the Dancing Chihuahua: Part 1                                |                         | 28 gennaio 1968   |                 |
| 18 | Pablo and the Dancing Chihuahua: Part 2                                |                         | 4 febbraio 1968   |                 |
| 19 | My Family Is a Menagerie                                               |                         | 11 febbraio 1968  |                 |
| 20 | The Young Loner: Part 1                                                |                         | 25 febbraio 1968  |                 |
| 21 | The Young Loner: Part 2                                                |                         | 3 marzo 1968      |                 |
| 22 | Wild Heart                                                             |                         | 10 marzo 1968     |                 |
| 23 | The Ranger of Brownstone                                               |                         | 17 marzo 1968     |                 |
| 24 | The Mystery of Edward Sims: Part 1                                     |                         | 31 marzo 1968     |                 |
| 25 | The Mystery of Edward Sims: Part 2                                     |                         | 7 aprile 1968     |                 |
| 26 | Ten Who Dared                                                          | Dieci uomini coraggiosi | 14 aprile 1968    |                 |
| 27 | Nature's Charter Tours                                                 |                         | 21 aprile 1968    |                 |

### Quindicesima stagione (1968–1969)
| nº | Titolo originale                       | Titolo italiano                 | Prima TV USA      | Prima TV Italia |
| -- | -------------------------------------- | ------------------------------- | ----------------- | --------------- |
| 1  | The Legend of the Boy and the Eagle    |                                 | 15 settembre 1968 |                 |
| 2  | Boomerang, Dog of Many Talents: Part 1 |                                 | 22 settembre 1968 |                 |
| 3  | Boomerang, Dog of Many Talents: Part 2 |                                 | 29 settembre 1968 |                 |
| 4  | Pacifically Peeking                    |                                 | 6 ottobre 1968    |                 |
| 5  | Brimstone, the Amish Horse             |                                 | 27 ottobre 1968   |                 |
| 6  | The Ugly Dachshund: Part 1             | 4 bassotti per un danese        | 3 novembre 1968   |                 |
| 7  | The Ugly Dachshund: Part 2             | 4 bassotti per un danese        | 10 novembre 1968  |                 |
| 8  | The Treasure of San Bosco Reef: Part 1 |                                 | 24 novembre 1968  |                 |
| 9  | The Treasure of San Bosco Reef: Part 2 |                                 | 1 dicembre 1968   |                 |
| 10 | The Owl That Didn't Give a Hoot        |                                 | 15 dicembre 1968  |                 |
| 11 | The Mickey Mouse Anniversary Show      |                                 | 22 dicembre 1968  |                 |
| 12 | Solomon, the Sea Turtle                |                                 | 5 gennaio 1969    |                 |
| 13 | Those Calloways: Part 1                | I cacciatori del lago d'argento | 12 gennaio 1969   |                 |
| 14 | Those Calloways: Part 2                | I cacciatori del lago d'argento | 19 gennaio 1969   |                 |
| 15 | Those Calloways: Part 3                | I cacciatori del lago d'argento | 26 gennaio 1969   |                 |
| 16 | Pancho, the Fastest Paw in the West    |                                 | 2 febbraio 1969   |                 |
| 17 | The Secret of Boyne Castle: Part 1     |                                 | 9 febbraio 1969   |                 |
| 18 | The Secret of Boyne Castle: Part 2     |                                 | 16 febbraio 1969  |                 |
| 19 | The Secret of Boyne Castle: Part 3     |                                 | 23 febbraio 1969  |                 |
| 20 | Nature's Better Built Homes            |                                 | 2 marzo 1969      |                 |
| 21 | Ride a Northbound Horse: Part 1        |                                 | 16 marzo 1969     |                 |
| 22 | Ride a Northbound Horse: Part 2        |                                 | 23 marzo 1969     |                 |

## The Wonderful World of Disney

### Sedicesima stagione (1969–1970)
| nº | Titolo originale                     | Titolo italiano                 | Prima TV USA      | Prima TV Italia |
| -- | ------------------------------------ | ------------------------------- | ----------------- | --------------- |
| 1  | Wild Geese Calling                   |                                 | 14 settembre 1969 |                 |
| 2  | My Dog, the Thief: Part 1            | Bernardo, cane ladro e bugiardo | 21 settembre 1969 |                 |
| 3  | My Dog, the Thief: Part 2            | Bernardo, cane ladro e bugiardo | 28 settembre 1969 |                 |
| 4  | The Feather Farm                     |                                 | 26 ottobre 1969   |                 |
| 5  | Charlie, the Lonesome Cougar: Part 1 |                                 | 2 novembre 1969   |                 |
| 6  | Charlie, the Lonesome Cougar: Part 2 |                                 | 9 novembre 1969   |                 |
| 7  | Varda, the Peregine Falcon           |                                 | 16 novembre 1969  |                 |
| 8  | Secrets of the Pirates' Inn: Part 1  |                                 | 23 novembre 1969  |                 |
| 9  | Secrets of the Pirates' Inn: Part 2  |                                 | 30 novembre 1969  |                 |
| 10 | Inky the Crow                        |                                 | 7 dicembre 1969   |                 |
| 11 | Babes in Toyland: Part 1             | Babes in Toyland                | 21 dicembre 1969  |                 |
| 12 | Babes in Toyland: Part 2             | Babes in Toyland                | 28 dicembre 1969  |                 |
| 13 | Bon Voyage!: Part 1                  |                                 | 11 gennaio 1970   |                 |
| 14 | Bon Voyage!: Part 2                  |                                 | 18 gennaio 1970   |                 |
| 15 | Bon Voyage!: Part 3                  |                                 | 25 gennaio 1970   |                 |
| 16 | Smoke: Part 1                        |                                 | 1 febbraio 1970   |                 |
| 17 | Smoke: Part 2                        |                                 | 8 febbraio 1970   |                 |
| 18 | Menace on the Mountain: Part 1       |                                 | 1 marzo 1970      |                 |
| 19 | Menace on the Mountain: Part 2       |                                 | 8 marzo 1970      |                 |
| 20 | Disneyland Showtime                  |                                 | 22 marzo 1970     |                 |
| 21 | Nature's Strangest Oddballs          |                                 | 29 marzo 1970     |                 |

### Diciassettesima stagione (1970–1971)
| nº | Titolo originale                           | Titolo italiano             | Prima TV USA      | Prima TV Italia |
| -- | ------------------------------------------ | --------------------------- | ----------------- | --------------- |
| 1  | Christobalito, the Calypso Colt            |                             | 13 settembre 1970 |                 |
| 2  | The Boy Who Stole the Elephant: Part 1     |                             | 20 settembre 1970 |                 |
| 3  | The Boy Who Stole the Elephant: Part 2     |                             | 27 settembre 1970 |                 |
| 4  | The Wacky Zoo of Morgan City: Part 1       |                             | 18 ottobre 1970   |                 |
| 5  | The Wacky Zoo of Morgan City: Part 2       |                             | 25 ottobre 1970   |                 |
| 6  | Snow Bear: Part 1                          |                             | 1 novembre 1970   |                 |
| 7  | Snow Bear: Part 2                          |                             | 8 novembre 1970   |                 |
| 8  | Monkeys, Go Home!: Part 1                  | Scimmie, tornatevene a casa | 15 novembre 1970  |                 |
| 9  | Monkeys, Go Home!: Part 2                  | Scimmie, tornatevene a casa | 22 novembre 1970  |                 |
| 10 | Hang Your Hat on the Wind                  |                             | 29 novembre 1970  |                 |
| 11 | It's Tough to Be a Bird                    |                             | 13 dicembre 1970  |                 |
| 12 | From All of Us to All of You #4            |                             | 20 dicembre 1970  |                 |
| 13 | Three Without Fear: Part 1                 |                             | 3 gennaio 1971    |                 |
| 14 | Three Without Fear: Part 2                 |                             | 10 gennaio 1971   |                 |
| 15 | The Adventures of Bullwhip Griffin: Part 1 | Un maggiordomo nel Far West | 17 gennaio 1971   |                 |
| 16 | The Adventures of Bullwhip Griffin: Part 2 | Un maggiordomo nel Far West | 24 gennaio 1971   |                 |
| 17 | The Adventures of Bullwhip Griffin: Part 3 | Un maggiordomo nel Far West | 31 gennaio 1971   |                 |
| 18 | The Boy From Dead Man's Bayou: Part 1      |                             | 7 febbraio 1971   |                 |
| 19 | The Boy From Dead Man's Bayou: Part 2      |                             | 14 febbraio 1971  |                 |
| 20 | Hamad and the Pirates: Part 1              |                             | 7 marzo 1971      |                 |
| 21 | Hamad and the Pirates: Part 2              |                             | 14 marzo 1971     |                 |

### Diciottesima stagione (1971–1972)
| nº | Titolo originale                                        | Titolo italiano | Prima TV USA      | Prima TV Italia |
| -- | ------------------------------------------------------- | --------------- | ----------------- | --------------- |
| 1  | Charlie Crawfoot and the Coati Mundi                    |                 | 19 settembre 1971 |                 |
| 2  | Hacksaw: Part 1                                         |                 | 26 settembre 1971 |                 |
| 3  | Hacksaw: Part 2                                         |                 | 3 ottobre 1971    |                 |
| 4  | The Strange Monster of Strawberry Cove: Part 1          |                 | 31 ottobre 1971   |                 |
| 5  | The Strange Monster of Strawberry Cove: Part 2          |                 | 7 novembre 1971   |                 |
| 6  | The Horse in the Gray Flannel Suit: Part 1              |                 | 14 novembre 1971  |                 |
| 7  | The Horse in the Gray Flannel Suit: Part 2              |                 | 21 novembre 1971  |                 |
| 8  | Lefty, the Dingaling Lynx                               |                 | 28 novembre 1971  |                 |
| 9  | Disney on Parade                                        |                 | 19 dicembre 1971  |                 |
| 10 | Mountain Born                                           |                 | 9 gennaio 1972    |                 |
| 11 | The One and Only, Genuine, Original Family Band: Part 1 |                 | 23 gennaio 1972   |                 |
| 12 | The One and Only, Genuine, Original Family Band: Part 2 |                 | 30 gennaio 1972   |                 |
| 13 | Justin Morgan Had a Horse: Part 1                       |                 | 6 febbraio 1972   |                 |
| 14 | Justin Morgan Had a Horse: Part 2                       |                 | 13 febbraio 1972  |                 |
| 15 | The City Fox                                            |                 | 20 febbraio 1972  |                 |
| 16 | Chango, Guardian of the Mayan Treasure                  |                 | 19 marzo 1972     |                 |
| 17 | Michael O'Hara the Fourth: Part 1                       |                 | 26 marzo 1972     |                 |
| 18 | Michael O'Hara the Fourth: Part 2                       |                 | 2 aprile 1972     |                 |
| 19 | Dad, Can I Borrow the Car?                              |                 | 9 aprile 1972     |                 |

### Diciannovesima stagione (1972–1973)
| nº | Titolo originale                             | Titolo italiano                     | Prima TV USA      | Prima TV Italia |
| -- | -------------------------------------------- | ----------------------------------- | ----------------- | --------------- |
| 1  | The Computer Wore Tennis Shoes: Part 1       | Il computer con le scarpe da tennis | 17 settembre 1972 |                 |
| 2  | The Computer Wore Tennis Shoes: Part 2       | Il computer con le scarpe da tennis | 24 settembre 1972 |                 |
| 3  | The Nashville Coyote                         |                                     | 1 ottobre 1972    |                 |
| 4  | The High Flying Spy: Part 1                  |                                     | 22 ottobre 1972   |                 |
| 5  | The High Flying Spy: Part 2                  |                                     | 29 ottobre 1972   |                 |
| 6  | The High Flying Spy: Part 3                  |                                     | 5 novembre 1972   |                 |
| 7  | Nosey, the Sweetest Skunk in the West        |                                     | 19 novembre 1972  |                 |
| 8  | Chandar, the Black Leopard of Ceylon: Part 1 |                                     | 26 novembre 1972  |                 |
| 9  | Chandar, the Black Leopard of Ceylon: Part 2 |                                     | 3 dicembre 1972   |                 |
| 10 | Salty, the Hijacked Harbor Seal              |                                     | 17 dicembre 1972  |                 |
| 11 | The Mystery in Dracula's Castle: Part 1      |                                     | 7 gennaio 1973    |                 |
| 12 | The Mystery in Dracula's Castle: Part 2      |                                     | 14 gennaio 1973   |                 |
| 13 | 50 Happy Years                               |                                     | 21 gennaio 1973   |                 |
| 14 | Rascal: Part 1                               |                                     | 11 febbraio 1973  |                 |
| 15 | Rascal: Part 2                               |                                     | 18 febbraio 1973  |                 |
| 16 | Chester, Yesterday's Horse                   |                                     | 4 marzo 1973      |                 |
| 17 | The Little Shepherd Dog of Catalina          |                                     | 11 marzo 1973     |                 |
| 18 | The Boy and the Bronc Buster: Part 1         |                                     | 18 marzo 1973     |                 |
| 19 | The Boy and the Bronc Buster: Part 2         |                                     | 25 marzo 1973     |                 |
| 20 | Call It Courage                              |                                     | 1 aprile 1973     |                 |

### Ventesima stagione (1973–1974)
| nº | Titolo originale                                 | Titolo italiano | Prima TV USA      | Prima TV Italia |
| -- | ------------------------------------------------ | --------------- | ----------------- | --------------- |
| 1  | The Barefoot Executive: Part 1                   |                 | 16 settembre 1973 |                 |
| 2  | The Barefoot Executive: Part 2                   |                 | 23 settembre 1973 |                 |
| 3  | Fire on Kelly Mountain                           |                 | 30 settembre 1973 |                 |
| 4  | Mustang: Part 1                                  |                 | 7 ottobre 1973    |                 |
| 5  | Mustang: Part 2                                  |                 | 21 ottobre 1973   |                 |
| 6  | King of the Grizzlies: Part 1                    |                 | 27 ottobre 1973   |                 |
| 7  | King of the Grizzlies: Part 2                    |                 | 4 novembre 1973   |                 |
| 8  | Run, Cougar, Run: Part 1                         |                 | 25 novembre 1973  |                 |
| 9  | Run, Cougar, Run: Part 2                         |                 | 2 dicembre 1973   |                 |
| 10 | The Proud Bird from Shanghai                     |                 | 16 dicembre 1973  |                 |
| 11 | From All of Us to All of You #5                  |                 | 23 dicembre 1973  |                 |
| 12 | The Whiz Kid and the Mystery at Riverton: Part 1 |                 | 6 gennaio 1974    |                 |
| 13 | The Whiz Kid and the Mystery at Riverton: Part 2 |                 | 13 gennaio 1974   |                 |
| 14 | Hogwild: Part 1                                  |                 | 20 gennaio 1974   |                 |
| 15 | Hogwild: Part 2                                  |                 | 27 gennaio 1974   |                 |
| 16 | Carlo, the Sierra Coyote                         |                 | 3 febbraio 1974   |                 |
| 17 | Ringo, the Refugee Raccoon                       |                 | 3 marzo 1974      |                 |
| 18 | Diamonds on Wheels: Part 1                       |                 | 10 marzo 1974     |                 |
| 19 | Diamonds on Wheels: Part 2                       |                 | 17 marzo 1974     |                 |
| 20 | Diamonds on Wheels: Part 3                       |                 | 24 marzo 1974     |                 |
| 21 | The Magic of Walt Disney World                   |                 | 31 marzo 1974     |                 |